# Ħ
O Ħ (minúscula: ħ) é uma letra (H latino, adicionado de uma barra) utilizada em maltês e na transliteração do Árabe tunisino. No Alfabeto Fonético Internacional representa a Fricativa Faríngea Surda